# Liste der Bodendenkmäler in Deiningen
Auf dieser Seite sind die Bodendenkmäler in der schwäbischen Gemeinde Deiningen zusammengestellt. Diese Tabelle ist eine Teilliste der Liste der Bodendenkmäler in Bayern. Grundlage ist die Bayerische Denkmalliste, die auf Basis des Bayerischen Denkmalschutzgesetzes vom 1. Oktober 1973 erstmals erstellt wurde und seither durch das Bayerische Landesamt für Denkmalpflege geführt wird. Die folgenden Angaben ersetzen nicht die rechtsverbindliche Auskunft der Denkmalschutzbehörde.

## Bodendenkmäler in Deiningen
| Lage       | Objekt                                                                                            | Akten-Nr.     | Bild |
| ---------- | ------------------------------------------------------------------------------------------------- | ------------- | ---- |
| (Standort) | Grabhügel vorgeschichtlicher Zeitstellung.                                                        | D-7-7129-0048 |      |
| (Standort) | Mittelalterlicher Burgstall.                                                                      | D-7-7129-0062 |      |
| (Standort) | Grabhügel der Hallstattzeit.                                                                      | D-7-7129-0063 |      |
| (Standort) | Grabhügel vorgeschichtlicher Zeitstellung.                                                        | D-7-7129-0064 |      |
| (Standort) | Grabhügel vorgeschichtlicher Zeitstellung.                                                        | D-7-7129-0065 |      |
| (Standort) | Siedlung vorgeschichtlicher Zeitstellung.                                                         | D-7-7129-0066 |      |
| (Standort) | Siedlung des Neolithikums, der Bronze-, Urnenfelder-, Hallstatt-, Latènezeit                      | D-7-7129-0067 |      |
| (Standort) | Grabhügel vorgeschichtlicher Zeitstellung.                                                        | D-7-7129-0068 |      |
| (Standort) | Grabhügel vorgeschichtlicher Zeitstellung.                                                        | D-7-7129-0069 |      |
| (Standort) | Siedlung vor- und frühgeschichtlicher Zeitstellung.                                               | D-7-7129-0070 |      |
| (Standort) | Siedlung des Neolithikums, der Bronze-, Urnenfelder-, Hallstatt- und Latènezeit sowie Villa       | D-7-7129-0071 |      |
| (Standort) | Siedlung der Linearbandkeramik, der Rössener Kultur, der Bronze-, Urnenfelder-, Hallstattzeit     | D-7-7129-0072 |      |
| (Standort) | Siedlung vorgeschichtlicher Zeitstellung.                                                         | D-7-7129-0073 |      |
| (Standort) | Siedlung der Bronze-, Urnenfelder- und Hallstattzeit.                                             | D-7-7129-0074 |      |
| (Standort) | Körpergräber des frühen Mittelalters sowie Siedlung des Neolithikums und der Bronzezeit.          | D-7-7129-0077 |      |
| (Standort) | Siedlung der späten Latènezeit und Villa rustica der römischen Kaiserzeit.                        | D-7-7129-0078 |      |
| (Standort) | Siedlung der Altheimer Kultur, der Hallstattzeit, der Spätlatènezeit und der römischen Kaiserzeit | D-7-7129-0080 |      |
| (Standort) | Straße der römischen Kaiserzeit.                                                                  | D-7-7129-0082 |      |
| (Standort) | Siedlung der Bronze- und der Urnenfelderzeit.                                                     | D-7-7129-0391 |      |
| (Standort) | Siedlung der Urnenfelder- und der Hallstattzeit.                                                  | D-7-7129-0392 |      |
| (Standort) | Siedlung des Neolithikums, der Urnenfelder-, Hallstatt- und Latènezeit.                           | D-7-7129-0394 |      |
| (Standort) | Siedlung der Völkerwanderungszeit.                                                                | D-7-7129-0403 |      |
| (Standort) | Siedlung des Neolithikums, der Urnenfelder- und der Hallstattzeit.                                | D-7-7129-0404 |      |
| (Standort) | Siedlung des Neolithikums.                                                                        | D-7-7129-0469 |      |
| (Standort) | Grabhügel vor- und frühgeschichtlicher Zeitstellung.                                              | D-7-7129-0511 |      |
| (Standort) | Siedlung des Neolithikums, der Urnenfelder- und der Hallstattzeit.                                | D-7-7129-0579 |      |
| (Standort) | Siedlung des Neolithikums.                                                                        | D-7-7129-0597 |      |
| (Standort) | Siedlung des Neolithikums und der Hallstattzeit.                                                  | D-7-7129-0598 |      |
| (Standort) | Siedlung der Hallstatt- und der Latènezeit.                                                       | D-7-7129-0599 |      |
| (Standort) | Mittelalterliche und frühneuzeitliche Befunde im Bereich der Kath. Pfarrkirche St. Martin         | D-7-7129-0600 |      |
| (Standort) | Mittelalterliche und frühneuzeitliche Befunde                                                     | D-7-7129-0603 |      |
| (Standort) | Siedlung der Linearbandkeramik und der Hallstattzeit.                                             | D-7-7129-0646 |      |
| (Standort) | Siedlungen der vorgeschichtlichen Metallzeiten.                                                   | D-7-7129-0684 |      |